# Róisín Machine
Róisín Machine è il quinto album in studio da solista della cantante irlandese Róisín Murphy, pubblicato nel 2020.

## Tracce
1. Simulation – 8:29
2. Kingdom of Ends – 6:10
3. Something More – 6:49
4. Shellfish Mademoiselle – 4:17
5. Incapable – 3:45
6. We Got Together – 5:10
7. Murphy's Law – 6:21
8. Game Changer – 4:14
9. Narcissus – 4:55
10. Jealousy – 4:13

Tracce Bonus Edizione Deluxe
1. Incapable (Extended Mix) – 8:25
2. Narcissus (Extended Mix) – 7:40
3. Murphy's Law (Extended Mix) – 8:00
4. Something More (Extended Mix) – 7:56
5. Simulation (Extended Mix) – 11:37
6. Jealousy (Extended Mix) – 11:39